# Talamone

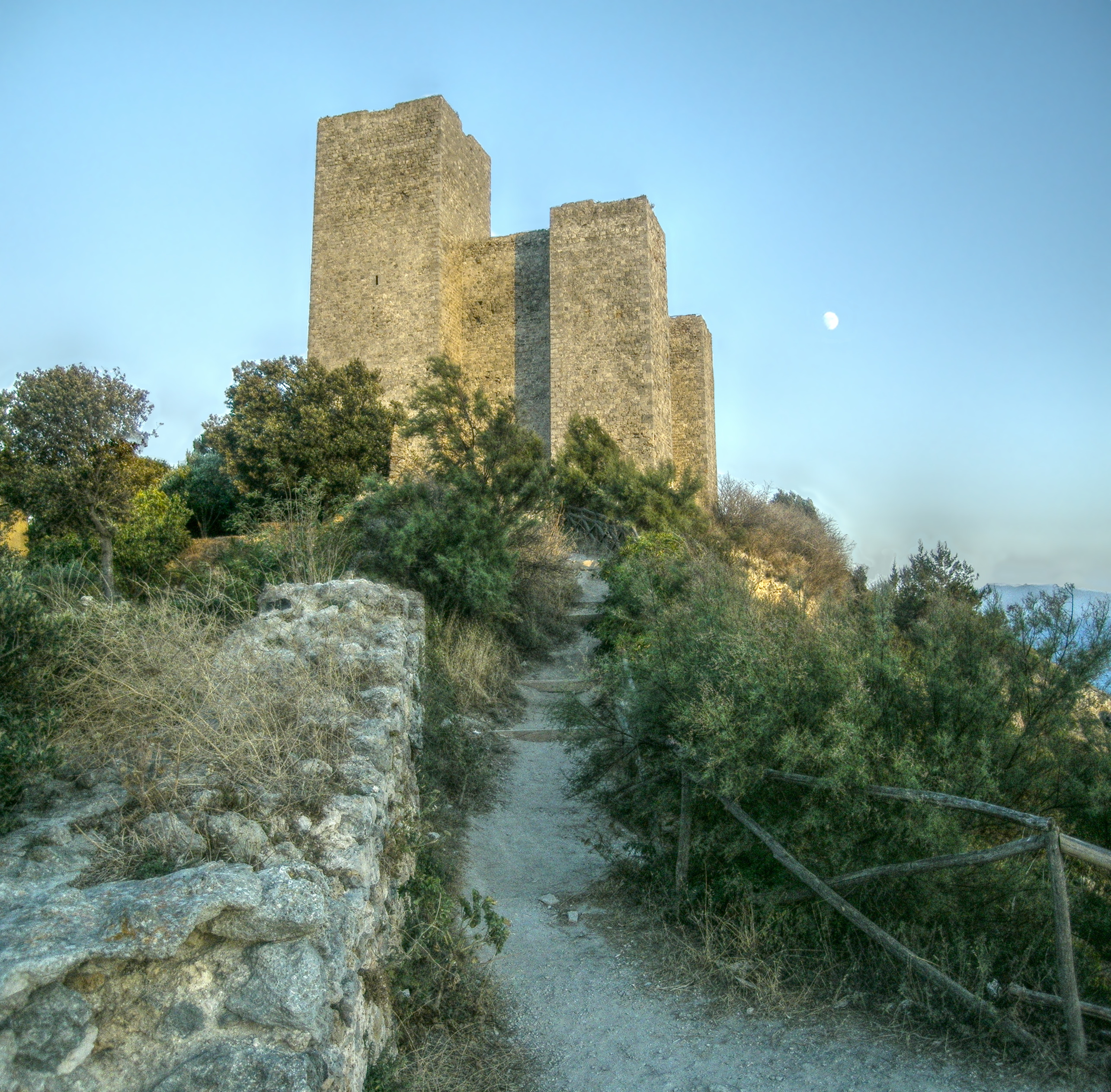
Die Burg von Talamone, die Rocca Aldobrandesca

Talamone ist ein Ortsteil (Fraktion, italienisch frazione) von Orbetello in der Provinz Grosseto, Region Toskana in Italien mit etwa 280 Einwohnern.

## Geografie
Der Ort liegt ca. 15 km nördlich von Orbetello und ca. 25 km südöstlich der Provinzhauptstadt Grosseto am Golf von Talamone (Golfo di Talamone), der Teil des Tyrrhenischen Meeres ist. Er liegt in der Gebirgskette Monti dell’Uccellina und am Parco Regionale della Maremma nahe der Via Aurelia am Fluss Osa. Die im Ort befindliche Burg liegt bei 32 Metern Höhe über dem Meeresspiegel. Der Ort ist Teil der Diözese Pitigliano-Sovana-Orbetello.

## Geschichte
Der Legende nach entstand der Ort durch Telamon, Sohn des Aiakos in der griechischen Mythologie, der hiernach unter dem Felsvorsprung, auf dem der Ort entstand, begraben wurde. Die ersten Siedlungen im Ortsgebiet entstanden durch die Etrusker im heute Talamonaccio genannten Ortsteil, unter ihnen hieß der Ort Tlamu. Der Überlieferung nach soll der Sieg der Römer über die Kelten in der Schlacht bei Telamon im Jahr 225 v. Chr. in der Umgebung dieses Ortes stattgefunden haben. Als Schlachtfeld wurde das Campo Regio (Königsfeld) zwischen Talamone und Fonteblanda (heutiger Ortsteil von Orbetello) ausgemacht. Gerhard Radke ist allerdings zu dem Ergebnis gekommen, dass die Schlacht bei einem anderen Ort gleichen Namens stattgefunden haben muss (siehe Schlacht bei Telamon#Lokalisierung der Schlacht).
87 v. Chr. gelangte Gaius Marius bei der Rückkehr aus Afrika in den Ort, der nach der Niederlage des Marius im Konflikt mit Lucius Cornelius Sulla Felix aufgrund der Unterstützung der Bevölkerung für Marius zerstört wurde. Nach der Pax Romana wurde der Ort wieder besiedelt, es entstanden Häuser und Thermen. Durch den Niedergang des Römischen Reiches und den Einfall der Goten entvölkerte sich der Ort. Danach war die Gegend ohne Einwohner, stand aber seit ca. dem Beginn des 11. Jahrhunderts unter Besitz des Klosters San Salvatore di Monte Amiata. Im Mittelalter errichteten die Aldobrandeschi die Burg und gründeten ein Lehen. 
Am 10. September 1303 kaufte eine Delegation unter der Leitung von Tavena di Cristoforo Tolomei Talamone für die Republik Siena. Diese reaktivierte den Hafen, baute ihn aus und machte ihn zum Haupthafen der Republik, um mit den Seefahrerrepubliken Pisa und Genua zu konkurrieren, was nicht gelang. Von 1356 bis 1364 nutzte sogar das mit Siena rivalisierende Florenz den Hafen als seinen Alternativhafen. Im Auftrag von Papst Clemens VII. eroberte Antonio Doria (* ca. 1495 in Genua; † Ende Januar 1577, Admiral und Ritter des Ordens vom Goldenen Vlies) 1526 den Ort und hinterließ schwere Schäden. 1531 sollte Baldassare Peruzzi die Burg und die Stadtmauern verstärken, wozu es jedoch nicht kam. Khair ad-Din Barbarossa landete 1544 im Hafen und zerstörte den Ort. Zwölf Jahre später übernahmen die Spanier den Ort, der 1557 als kleinste Festung Teil des Stato dei Presidi wurde und dort bis 1707 verblieb. Danach herrschten das Haus Bourbon und das Haus Habsburg-Lothringen über den Ort. Von 1736 an regierte das Königreich Neapel Talamone bis 1801, als Napoleon die Gegend besetzte. Nach der Niederlage Napoleons 1814 gelangte der Ort in den Einflussbereich von Ferdinand III. und somit ins Großherzogtum Toskana, wo er bis zur Einheit Italiens verblieb. Am Morgen des 7. Mai 1860 landete Giuseppe Garibaldi im Hafen von Talamone, um sich mit Waffen auszustatten. Erhebliche Schäden erlitt der Ort durch den Rückzug der deutschen Truppen im Zweiten Weltkrieg, als der Hafen und Häuser vermint wurden. Die noch vorhandenen Stadtmauern erlitten aber keine Schäden.

## Sehenswürdigkeiten

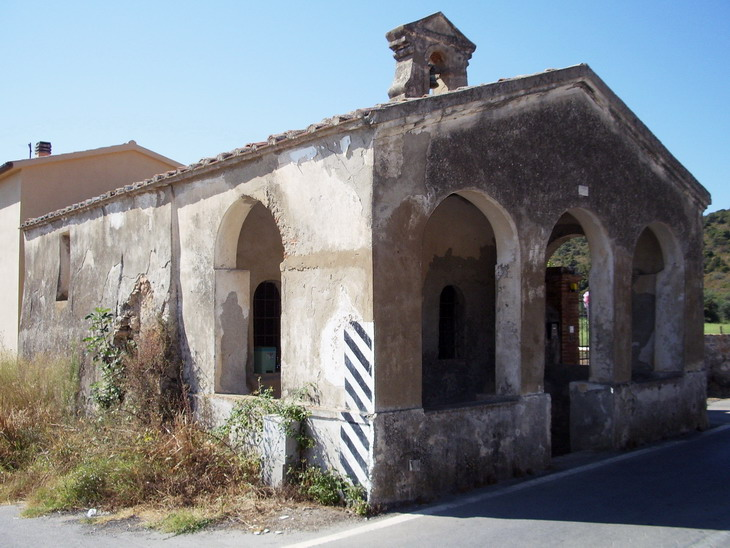
Chiesa della Madonna delle Grazie

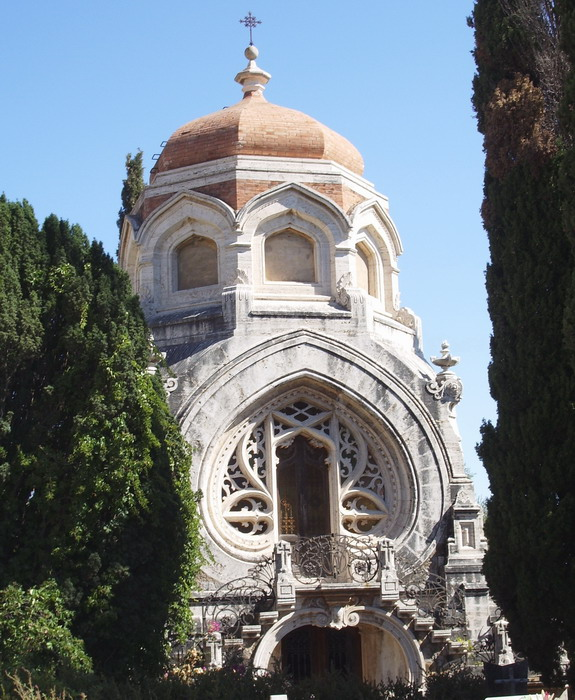
Die Kapelle des Mausoleo Vivarelli

- Chiesa della Madonna delle Grazie, Kirche außerhalb der Befestigungsanlage, die im 17. Jahrhundert entstand.
- Chiesa di Santa Maria Assunta, Kirche aus dem Jahr 1374, die über einem älteren Kultort aus dem 5. Jahrhundert v. Chr. errichtet wurde. Wurde im 17. Jahrhundert umgestaltet und zwei Seitenschiffe hinzugefügt. Enthält das Fresko Madonna di Costantinopoli aus dem 15. Jahrhundert sowie das Fresko Madonna con il Bambino tra San Pietro e San Paolo eines Meisters der Schule von Siena aus dem auslaufenden 15. Jahrhundert.
- Mausoleo Vivarelli, Mausoleum, das von Lorenzo Porciatti entwickelt wurde und durch seinen plötzlichen Tod erst 1906 fertiggestellt werden konnte.[9]
- Rocca Aldobrandesca, Burg der Aldobrandeschi aus dem 13. Jahrhundert.
- Tempio di Talamonaccio, Tempel der Etrusker aus dem 4. Jahrhundert v. Chr. an der südlichsten Landspitze des Golf von Talamone bei 106 m. Der Tempel ist Herkunftsort des Frontone di Talamone, einer Giebelspitze aus dem Jahr 150 v. Chr.
- Terme dell’Osa, auch Terme Traiane genannt[10], Thermenruine am Fluss Osa.
- Torre delle Cannelle, Wachturm an der Küste aus dem späten 16. Jahrhundert, der von den Medici nördlich von Talamone errichtet wurde.
- Torre di Capo d’Uomo, Wachturm an der Küste aus dem 16. Jahrhundert kurz außerhalb und nördlich von Talamone.
- Torre di Poggio Raso, Wachturm an der Küste, der im 14. Jahrhundert durch die Republik Siena entstand und später von den Medici ausgebaut wurde.
- Torre di Talamonaccio, Wachturm an der Küste südlich von Talamone.

## Ortsteilpartnerschaft
Talamone hat eine Partnerschaft mit der Contrada Capitana dell’Onda (Welle), eine der 17 Contraden des historischen Ortskerns von Siena.

## Talamone in der Literatur
Der Ort wird von Dante Alighieri in der Göttlichen Komödie im zweiten Teil (Purgatorio, 13. Gesang, Zeilen 148–154) erwähnt:
Ich bitte dich, bei Allem, was dir werth,
Wirst du dich je im Tuscier-Land befinden,
So sei zum Bessern dort mein Ruf gekehrt.
Beim eiteln Volk wirst du die Meinen finden,
Das Talamon verlockt zum Hoffnungswahn;
Und wie bei Diana’s Quelle wird er schwinden –
Doch setzen mehr die Admiräle dran.
(Streckfuß-Übersetzung)

## Film
In Talamone wurden
- 1954 Teile des Films Die Fahrten des Odysseus und
- 2008 Teile des Films James Bond 007: Ein Quantum Trost gedreht.